# Andrija Radulović (futbolista)
Andrija Radulović (Kotor, 3 de julio de 2002) es un futbolista montenegrino que juega en la demarcación de centrocampista para el SK Rapid Viena de la Bundesliga.

## Selección nacional
Tras jugar en la selección de fútbol sub-17 de Serbia y la sub-19, finalmente hizo su debut con la selección de fútbol de Montenegro el 20 de junio de 2023 en un partido de clasificación para la Eurocopa 2024 contra República Checa que finalizó con un resultado de empate a uno tras un gol de Driton Camaj para Montenegro, y de Mojmír Chytil, Michal Sadílek, Lukáš Provod y Adam Hložek para el combinado checo.

## Clubes
| Club                          | País    | Año       | Partidos | Goles |
| ----------------------------- | ------- | --------- | -------- | ----- |
| Estrella Roja de Belgrado     | Serbia  | 2020-2021 | 13       | 2     |
| RFK Grafičar Beograd (cedido) | Serbia  | 2021      | 18       | 6     |
| Estrella Roja de Belgrado     | Serbia  | 2022      | 3        | 0     |
| FK Mladost Novi Sad (cedido)  | Serbia  | 2022      | 18       | 4     |
| FK Radnik Surdulica (cedido)  | Serbia  | 2023      | 21       | 6     |
| F. K. Vojvodina               | Serbia  | 2023-2025 | 60       | 10    |
| SK Rapid Viena (cedido)       | Austria | 2025-     | 18       | 3     |